# كريستوبال أوريلانا
كريستوبال أوريلانا (بالإسبانية: Cristóbal Orellana)‏ هو مغني وممثل مكسيكي، ولد في 11 يوليو 1983 بمدينة مكسيكو في المكسيك.

## وصلات خارجية
- كريستوبال أوريلانا على موقع IMDb (الإنجليزية)
- كريستوبال أوريلانا على موقع ميوزك برينز (الإنجليزية)
- كريستوبال أوريلانا على موقع قاعدة بيانات الفيلم (الإنجليزية)